# Francesco Condemi
Francesco "Ciccio" Condemi (Catania, 23 dicembre 2003) è un pallanuotista italiano, attaccante della Pro Recco e della Nazionale Italiana.

## Biografia
È figlio della pallanuotista Milena Virzì.

## Carriera

### Club
Cresciuto nel Catania, nel 2019 si trasferisce all'Ortigia; dopo aver trascorso quattro stagioni con il club di Siracusa, il 9 giugno 2023 si trasferisce alla Pro Recco.

### Nazionale
Nel 2024 ha vinto la medaglia di bronzo all'Europeo, disputatosi in Croazia, e la medaglia d'argento ai campionati mondiali di Doha.

## Palmarès

### Club

#### Trofei nazionali
- Campionato italiano: 2

Pro Recco: 2023-24, 2024-2025
- Coppe Italia: 1

Pro Recco: 2024-2025

#### Trofei internazionali
- Supercoppa LEN: 1

Pro Recco: 2023
- Coppe LEN: 1

Pro Recco: 2024-2025

### Nazionale
- Mondiali:

Doha 2024: 
- Europei

Zagabria-Dubrovnik 2024: 
- Coppa del Mondo

Los Angeles 2023: 